# Краснохолмская набережная
Краснохо́лмская на́бережная — набережная в центре Москвы на левом берегу Москвы-реки в Таганском районе между Народной улицей и Саринским проездом. Является продолжением Гончарной набережной.

## История
Современное название получила в связи с близостью к старинному урочищу Красный холм. В XIX веке и до 1929 года называлась Новоспасская — по Новоспасскому монастырю.

## Описание

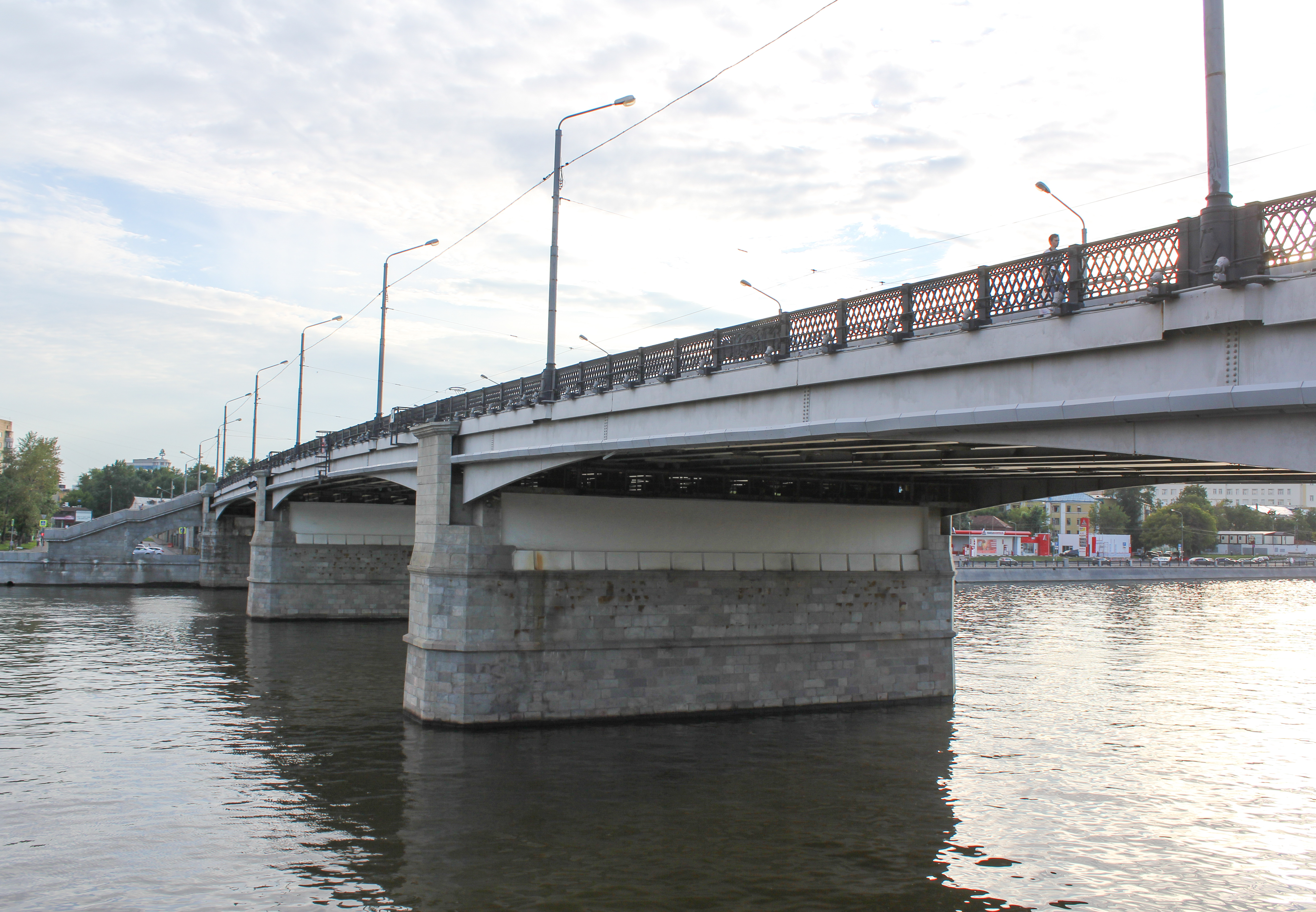
Конец Краснохолмской набережной и Новоспасский мост

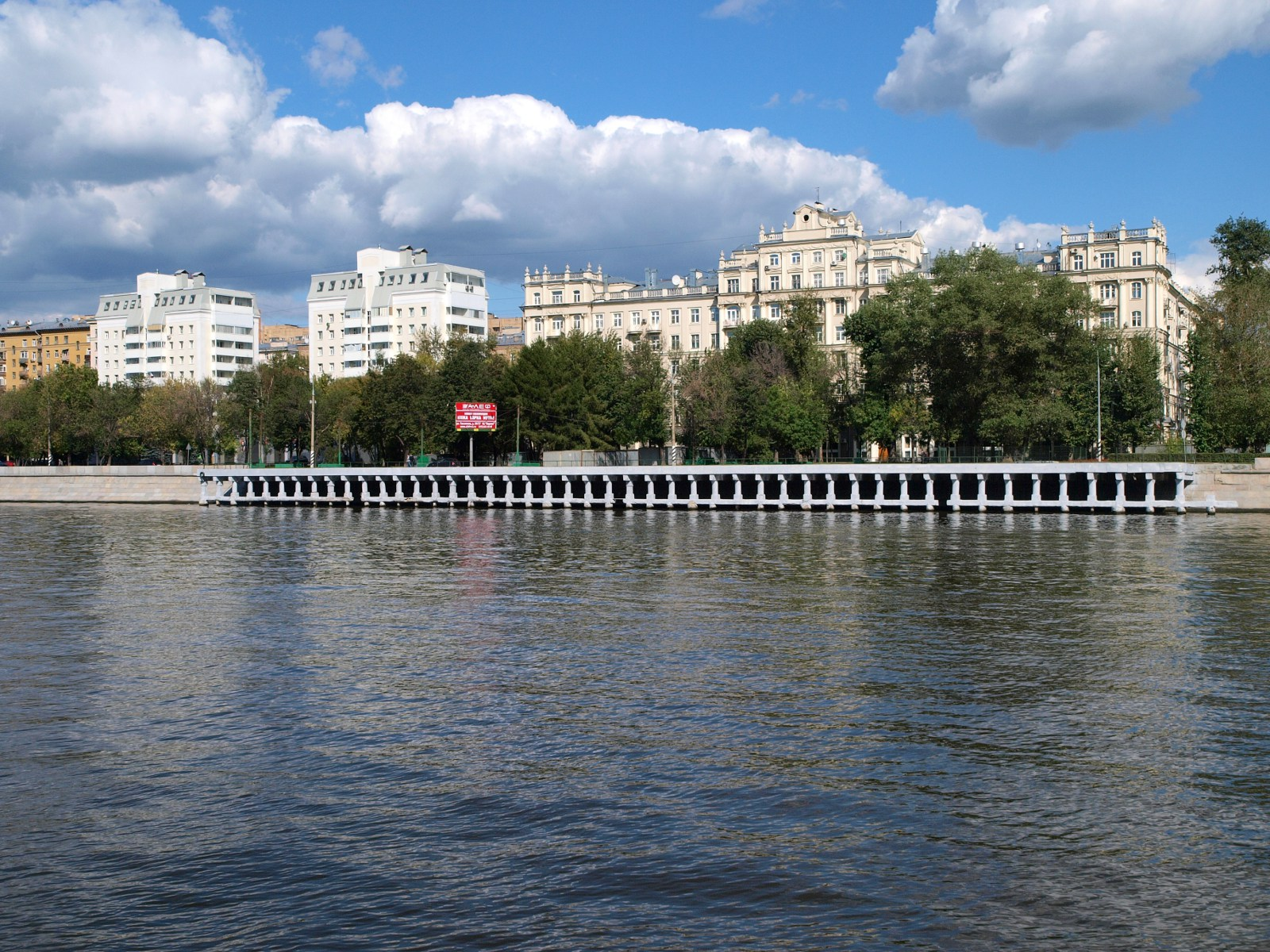
Панорама набережной

Краснохолмская набережная продолжает Гончарную. Начинается с внешней стороны Садового кольца от выхода к реке Народной улицы, проходит на юго-восток, слева к ней примыкает Новоспасский переулок, за Саринским проездом и Новоспасским мостом переходит в Крутицкую набережную. Перед Новоспасским мостом расположен причал «Новоспасский Мост». По другую сторону реки проходят Космодамианская и Шлюзовая набережные.

## Здания и сооружения
Дома расположены только по нечётной стороне.
- № 1/15 — Жилой дом. Здесь в 1957—1977 годах жил военачальник, Герой Советского Союза Е. И. Фоминых[1]; в 1971—2019—бывший генеральный секретарь Коммунистической партии Боливии Марио Монхе Молина; в 1996—2003 годах — актёр Леонид Филатов[2]. В здании размещается школа № 371 (надомного обучения).
- № 13, строение 1 — стоматологическая поликлиника № 2;
- Причал «Новоспасский Мост»